# Escritura de Espanca
La escritura de Espanca es la escritura paleohispánica conocida principalmente por aparecer en el abecedario de Espanca, el primer abecedario (o signario) encontrado de una escritura paleohispánica, hallado en Castro Verde, Bajo Alentejo, Portugal.
La secuencia de signos aparecida en el abecedario de Espanca también se ha identificado de forma fragmentaria en otros dos artefactos: siete signos de la secuencia en un ostrakon procedente del poblado de Villasviejas del Tamuja (Botija, Cáceres) y 21 signos en una pizarra hallada en el yacimiento de El Turuñuelo, Guareña (Badajoz).

## Corpus

### Abecedario de Espanca
Está realizado sobre una pequeña placa de esquisto (48 x 28 x 2 cm) que apareció fuera de contexto y por lo tanto no dispone de datación arqueológica. 
La epigrafía consta de dos líneas de 27 signos cada una que parecen tener ambas la serie completa de signos de esta escritura.
Interpretación
Es un signario doble que consta de 27 signos y que probablemente corresponde a un ejercicio de aprendizaje, ya que consta de dos líneas, la primera está trazada con mayor seguridad y probablemente corresponde al ejemplo trazado por el maestro, mientras que la segunda, trazada con mayor inseguridad, parece corresponder al alumno. 
No coincide exactamente con ninguna de las escrituras conocidas a través de inscripciones, aunque pertenece claramente al grupo meridional y ha aparecido en la zona nuclear de la escritura tartésica o del sudoeste. Cabe destacar que los 13 primeros signos conservan el orden relativo correspondiente al alfabeto fenicio. Sobre su origen no hay consenso: para algunos investigadores su origen esta directa y únicamente vinculado al alfabeto fenicio, mientras que para otros en la su creación también habría influido el alfabeto griego.
| N.º   | 27  | 26 | 25  | 24 | 23 | 22  | 21 | 20 | 19 | 18 | 17   | 16 | 15 | 14 | 13  | 12 | 11 | 10 | 9 | 8  | 7 | 6 | 5 | 4  | 3  | 2 | 1   |
| ----- | --- | -- | --- | -- | -- | --- | -- | -- | -- | -- | ---- | -- | -- | -- | --- | -- | -- | -- | - | -- | - | - | - | -- | -- | - | --- |
| Signo | ko3 |    | ki6 |    | u3 | ti1 | ŕ5 |    |    |    | te11 |    |    |    | ta1 | ś1 |    |    |   | s1 |   |   |   | tu | l1 |   | ka5 |

### Abecedario de Villasviejas del Tamuja
Está realizado sobre una de las caras de un ostrakon procedente del poblado de Villasviejas del Tamuja (Botija, Cáceres). En la cara B del fragmento aparecen 7 signos de abecedario en el mismo orden que el que aparece en el abecedario de Espanca, cinco de izquierda derecha en el lado superior, un sexto signo hacia abajo siguiendo el borden lateral, seguido de un séptimo signo muy dañado. Por el lado A aparecen otros 3 signos (dos enteros y una pequeña esquina del tercero).
| Nº    | 12 | 13 | 14 | 15 | 16 | 17 | 18 |
| ----- | -- | -- | -- | -- | -- | -- | -- |
| Signo | ś  | ta | ḿ4 |    |    |    | ?  |

### Abecedario del Turuñuelo
Fue localizado sobre una placa de pizarra en el yacimiento de El Turuñuelo, Guareña (Badajoz). Es una paleta en la que fueron rayados bocetos de guerreros entre otros motivos. Cerca de los bordes superior y derecho aparecen 21 signos, todos en el mismo orden que el abecedario de Espanca.
| N.º   | 1 | 2 | 3 | 4   | 5  | 6 | 7  | 8 | 9  | 10 | 11 | 12 | 13  | 14 | 15 | 16 | 17   | 18 | 19 | 20 | 21 |
| ----- | - | - | - | --- | -- | - | -- | - | -- | -- | -- | -- | --- | -- | -- | -- | ---- | -- | -- | -- | -- |
| Signo |   |   |   | tu1 | i1 |   | l2 |   | n1 |    | I◡ | ś1 | ta1 |    | ŕ8 | e4 | te11 |    | EƎ |    | ŕ7 |

## Signarios de otras escrituras paleohispánicas
En los últimos años se han publicado cuatro  signarios ibéricos nororientales duales: el signario del Castellet de Bernabé, en un borde de cerámica pintada ibérica, el signario del Tos Pelat, distribuido en dos láminas de plomo, y dos signarios rupestres en rocas de la Cerdanya de  Ger y  Bolvir. Cada uno de estos signarios presenta una ordenación de los signos particular y ninguna de ellas coincide con la secuencia del signario de Espanca.